# Escipión Mafei
Escipión Mafei o Scipione Maffei (Verona, 1 de junio de 1675 - ibídem, 11 de febrero de 1755) fue un historiador, dramaturgo, filósofo y erudito italiano.

## Biografía
Scipione Francesco Maffei nació el 1 de junio de 1675 en Verona, hijo del marqués Giovanni Francesco Maffei y de Silvia Pellegrini. Su hermano Alessandro Maffei fue general bávaro.
Educado en los colegios jesuitas de Parma y Roma, se dedicó de joven a la carrera de las armas, llegando a ser oficial del ejército bávaro. De regreso a Italia tras la batalla de Donauwörth (1705), en la que participó, comenzó a escribir, publicando tratados sobre diversos temas y revitalizando el teatro italiano en la primera mitad del siglo XVIII. Contribuyó a la reforma de la Universidad de Turín por encargo del rey Víctor Amadeo II. Su ideal, basado en el catolicismo ilustrado, fue un punto de referencia para los intelectuales italianos y los gobernantes reformistas de todo el siglo XVIII. Contribuyó al descubrimiento de importantes manuscritos en la biblioteca capitular de Verona. Con la ayuda del canónigo Carinelli, Maffei descubrió manuscritos antiguos que habían permanecido ocultos durante mucho tiempo en la biblioteca capitular de Verona, entre ellos el Codex Palinstesto, que contiene las Instituciones de Gayo, dos pergaminos del Fragmentum de iure fisci y el folium singulare de praescriptionibus et interdictis, del que realizó una apografía de cinco líneas publicada posteriormente en la Istoria teologica.
Fue el responsable de la creación del Museo Lapidario de Verona en 1714 (la fecha cambia según las fuentes), el primero de este tipo en Europa. El museo, que hoy lleva su nombre, fue reorganizado por él entre 1744 y 1749.
Desde el punto de vista científico, a Maffei se le atribuye haber sido el primero en darse cuenta de que los relámpagos visibles a nuestros ojos se forman desde abajo y luego ascienden hacia las nubes, lo contrario del pensamiento común de su época. De su papel como promotor de la ciencia da fe también la Lettera di un matematico italiano que le dirigió Gaetano Marzagaglia.

## Pensamiento y escritos

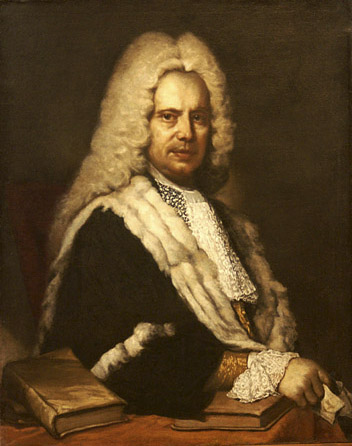
Retrato de Escipión Mafei, obra de Fra Galgario, colección del museo canonical die Verona

La visión política de Maffei puede inscribirse en la categoría de «catolicismo ilustrado». De joven, emprendió un viaje que le llevaría a conocer las principales ciudades europeas, entre ellas París, adonde llegó en 1732 y permaneció cuatro años, aceptado como miembro de la Académie des Inscriptions et Belles Lettres.
Al término de su periplo europeo, en 1736 escribió su Consiglio politico (Consejo Político), dirigido al gobierno veneciano, en el que denunciaba la debilidad veneciana frente a los estados europeos. En el Consejo Político, Maffei cuestionaba todo el delicado y complejo sistema de equilibrios del gobierno veneciano (basado en el dominio de unas pocas familias patricias venecianas y en la exclusión de los hombres del continente), revelando su decadencia y proponiendo una solución audaz. Advirtió de la crisis, incluso fisiológica, de la clase dirigente veneciana y ofreció una primera crítica de lo que más tarde sería la solución elegida por el Senado, es decir, la cooptación de un cierto número de familias patricias del continente en las funciones de la ciudad. Esta solución no hacía sino aplazar el problema. De hecho, Venecia había creado un sistema opuesto al de la antigua República romana, el gran ejemplo seguido por Maffei, al alejar de sí y de la responsabilidad a la mayoría de sus súbditos.
La fragilidad de Venecia, su incapacidad para hacer una política exterior convincente, su encerramiento en una neutralidad que ocultaba impotencia eran fruto de este sistema, que había excluido a los patricios de las ciudades continentales. Faltaba el amor a la patria, única posibilidad de resistir a la creciente presión de los estados europeos. La solución de Maffei era, pues, la implicación de todos los ciudadanos, con una transferencia del poder del pueblo al Senado y la participación de las poblaciones conquistadas, siguiendo el modelo de Roma.
A este ejemplo romano Maffei antepuso los modelos inglés y holandés, sistemas no absolutistas en los que las representaciones conservaban ciertos poderes fundamentales. El Consejo Político no fue realmente presentado por Maffei al gobierno veneciano, sino que fue publicado póstumamente en 1797, poco antes de la caída de la República veneciana. Durante el Risorgimento, la obra gozó de cierto predicamento y pudo influir en el pensamiento político federalista de Carlo Cattaneo.
Otro tratado importante de Scipione Maffei fue la Scienza chiamata cavalleresca (1710), en la que defendía que la virtud nobiliaria ya no debía apelar al linaje y a las tradiciones militares, sino a las competencias profesionales y a las tareas administrativas y jurídicas desempeñadas en las magistraturas del Estado.
En 1744, escribió Dell'impiego del denaro (Sobre el uso del dinero), al hilo de las esperanzas progresistas suscitadas por Benedicto XIV, en el que criticaba la política antiusura de la Iglesia católica.Su visita a Holanda debió de hacerle comprender el arma que dejaba en manos de los protestantes al adoptar una postura rígida contra la usura. El gran desarrollo económico de países como Inglaterra y Holanda, libres de ataduras teológicas, ofrecía ejemplos de un cristianismo más conciliable con el desarrollo de la sociedad civil. Maffei trató de implicar tanto al Papa Benedicto XIV como a Ludovico Antonio Muratori, señalando que su teoría del interés como ganancia lícita, como pago por el riesgo, era uno de los caminos obligatorios que debían tomar los católicos ilustrados para ganar la batalla contra el atraso y las limitaciones de una sociedad tradicional.
En los años cincuenta, Maffei, junto con Muratori, abrió un debate entre magia y religión, interviniendo con Arte magica dileguata, en la que ponía de manifiesto la incompatibilidad del cristianismo ahora ilustrado y razonable con la persistencia de la magia, y más tarde con Arte magica distrutta. Antes de morir, publicaría las consecuencias del debate subsiguiente en Arte magica annichilata.
En 1711, Maffei publicó en Venecia un artículo en el Giornale de' letterati d'Italia, volumen 5, en el que describía la invención del piano «gravecembalo col piano et forte» por el clavecinista paduano Bartolomeo Cristofori.
Maffei también se ocupó del teatro en varias ocasiones: en 1700 escribió Osservazioni sopra la Rodoguna, en el que polemizaba contra la tragedia Pierre Corneille, llena de giros argumentales inverosímiles y demasiado alejada de la realidad histórica. Sin embargo, su escrito más conocido sobre el tema es su Discorso intorno al teatro italiano, 1723, prólogo de una antología de tragedias italianas. En este ensayo, sanciona la necesidad y la posibilidad del renacimiento del género trágico en Italia (que el autor quiere promover ahora con la antología, pero que también fue la base de su Merope diez años antes); según el humanista veronés, la escena debe liberarse del dominio de la ópera musical y de la commedia dell'arte, porque han corrompido la tragedia, cuya finalidad es corregir las costumbres y asumir una función moral. La tragedia, según Maffei, debe ser sencilla y estar escrita en un lenguaje natural.
En aras de una mayor naturalidad, Maffei renegaba de la rima, pero no del verso, que consideraba esencial en el género serio. Detestaba el teatro francés por su mal uso de la pasión amorosa y de los elementos de ficción: al otro lado de los Alpes, le parecía «que se imita tan poco la verdad y se representa tan poco la naturaleza, que los sentimientos lujuriosos muestran al poeta, pero no al orador», de modo que la tragedia deja de ser objetiva y se transgreden el sentido común, la verosimilitud y la verdad histórica. En 1753 volvió a la crítica teatral con De' teatri antichi e moderni (Sobre los teatros antiguos y modernos), en el que reiteraba las posiciones expresadas treinta años antes.

## Obras

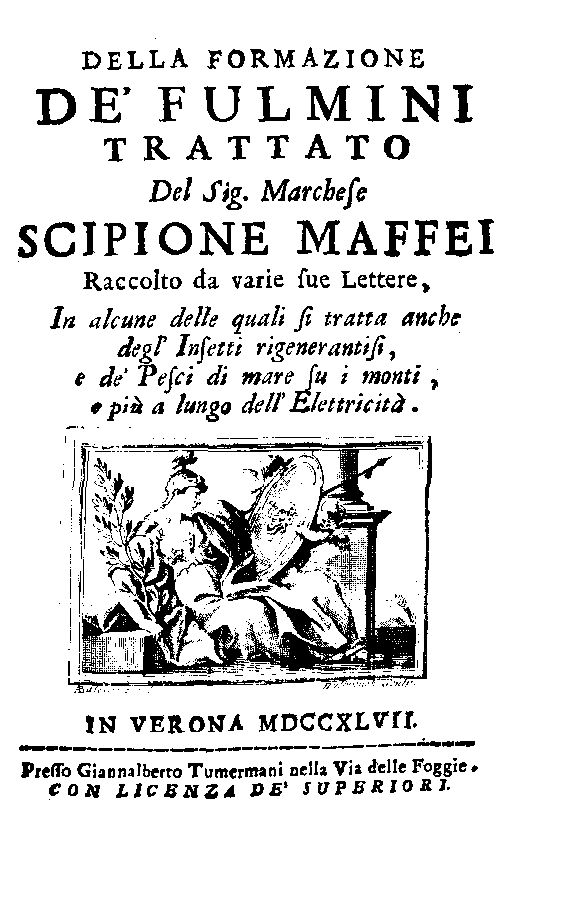
Della formazione de' fulmini, 1747

### Tratados
- Della scienza chiamata cavalleresca  (1717|1716)
- La Favola dell'ordine equestre costantiniano (1717)
- Istoria diplomatica (1727) importante para el avance de la filología y la paleografía en el estudio de los códices medievales.
- Verona illustrata (1732) obra monumental, dedicada a la historia, los escritores y los monumentos de su ciudad: Verona.
- Istoria teologica (1734, pero publicada en 1752)
- Consiglio politico presentato al governo veneto (1736, pero publicada en 1797) donde habla de una idea de gobierno inspirada en el modelo inglés.
- Della formazione de' fulmini (de la formación del rayo)
- Arte magica dileguata (1749)
- Museum veronense (1749)
- Arte magica annichilata (1754)

### Teatro
- Merope (1713),tragedia inspirada en modelos clásicos, quizá la obra más interesante de Maffei como dramaturgo: fue considerada un modelo a estudiar e imitar durante décadas. La tragedia apareció impresa en 1730 junto con otras obras de Maffei en el volumen editado por Giulio Cesare Becelli, Teatro del sig. Marchese Scipione Maffei cioè la tragedia la comedia e il drama non più stampato aggiunta la spiegazione d'alcune antichità pertinenti al Teatro, In Verona: per Gio. Alberto Tumermani librajo, 1730.[10].[9]
- Le Cerimonie (1728), comedia.
- Libretto de La Fida Ninfa (1732), ópera con música de Antonio Vivaldi para la inauguración del Teatro Filarmónico de Verona.
- Il Raguet (1747), comedia.